# Майкл Тумуа Лево
Майкл Тумуа Лево (англ. Michael Tumua Leo, самоан. Michael Tumua Leo, 15 січня 2003, Апіа) — самоанський футболіст, що грає на позиції півзахисника і нападника. Відомий за виступами у клубах «Ваїпуна» і «Лупе Оле Соага», та у складі збірної Самоа.

## Клубна кар'єра
Майкл Тумуа Лево розпочав виступи на футбольних полях у складі клубу «Ваїпуна» в 2018 році. У 2020 році футболіста віддали в оренду до клубу «Лупе Оле Соага», після якої він повернувся до клубу «Ваїпуна». З початку 2023 року Тумуа Лево знову грає у складі клубу «Лупе Оле Соага».

## Виступи за збірні
У 2018 році Майкл Тумуа Лево грав у складі юнацької збірної Самоа на юнацькому чемпіонаті Океанії. З 2019 року Тумуа Лево грає у складі молодіжної збірної Самоа. У 2023 році футболіст дебютував у складі національної збірної Самоа. У складі збірної Тумуа Лево був учасником кубка націй ОФК 2024 року у Фіджі і Вануату.